# Izolacja ciężka
Izolacja ciężka przeciwwodna – izolacja, która nie przepuszcza nie tylko wilgoci gruntowej, ale też wody działającej pod ciśnieniem. Wykonuje się ją albo z kilku (co najmniej trzech) warstw papy, albo z mocnych i odpornych na uszkodzenia folii z tworzywa sztucznego.
Przed uszkodzeniami mechanicznymi, oraz parciem hydrostatycznym chroni izolację płyta (ściana) dociskowa (np. z cegły). Przed uszkodzeniami mechanicznymi może służyć także osłona z folii tłoczonych.